# Corticomis eupterotioides
Corticomis eupterotioides är en fjärilsart som beskrevs av Van Eecke 1924. Corticomis eupterotioides ingår i släktet Corticomis och familjen Anthelidae. Inga underarter finns listade i Catalogue of Life.